# Magnesia (regione storica)

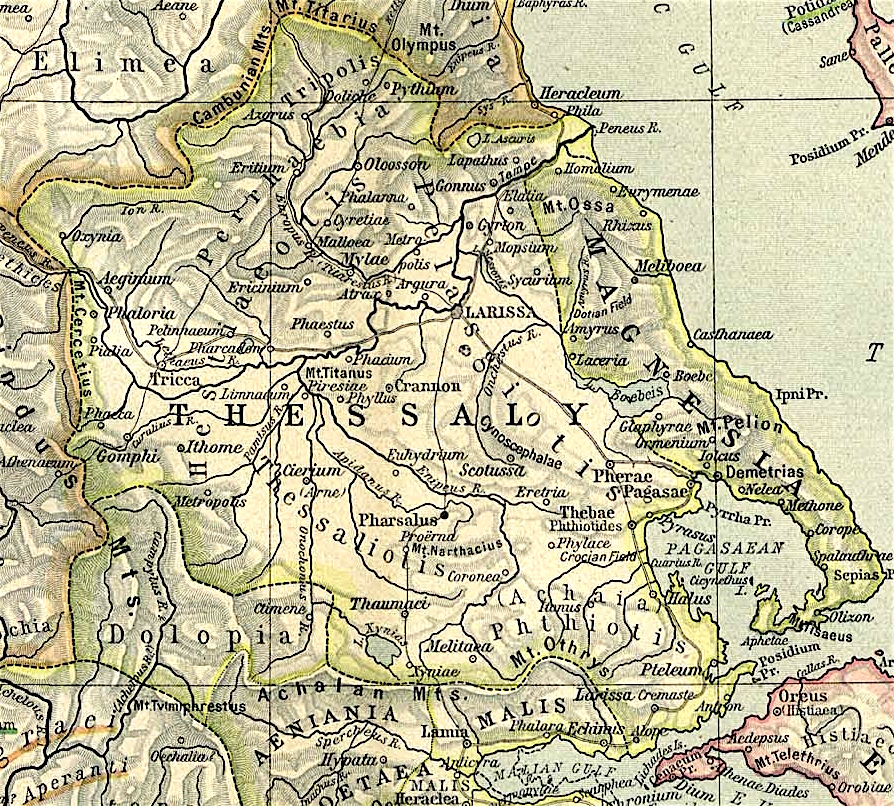
La Magnesia nell'antica Grecia

La Magnesia è una regione storica dell'antica Grecia. Era una regione costiera, situata tra la Tessaglia (di cui era considerata parte) e il Mar Egeo. I limiti settentrionale e meridionale erano costituiti dalla foce del fiume Peneo e dal Golfo Pagaseo. Le città principali erano Melibea, Bebe, Pagase e Metone.

## Storia
La Magnesia era conosciuta fin dai tempi mitologici, e il suo popolamento è associato alla popolazione degli Eoli, nel mito rappresentati dall'eponimo Magnete, a seconda delle tradizioni figlio di Eolo o di Zeus. I magneti sono menzionati nell'Iliade, alleati degli achei e guidati da Protoo.
In tempi storici i magneti furono membri della lega anfizionica, e furono fondatori di alcune colonie in Asia Minore, tra cui Magnesia al Sipilo e Magnesia al Meandro.
Oggi il toponimo sopravvive nell'unità periferica di Magnesia, che ha però un'estensione differente da quella della regione storica.